# 임시 핵무기
임시 핵무기(Improvised nuclear device, IND)는 이론적으로 핵 보유국에서 구입, 도난 또는 기타 방식으로 제조된 불법 핵무기 또는 핵폭발을 일으키는 핵분열성 핵무기 물질을 불법적으로 입수하여 테러 집단이 제조한 무기이다. IND는 구입하거나 도난당한 무기의 구성 요소로 만들거나 핵 물질(플루토늄, 우라늄 또는 고농축 우라늄)을 사용하여 처음부터 만들 수 있다. 성공적인 폭발은 치명적인 인명 손실, 기반 시설 파괴, 매우 넓은 지역의 핵 오염을 초래할 것이다.

## 유형
임시 핵무기(IND) 공격의 한 가지 유형은 테러리스트가 방사능 분산 장치(RDD) 또는 소위 "더러운 폭탄"을 사용하여 방사능 물질을 가지고 수행할 수 있다. RDD는 핵폭발을 일으키지 않지만 대신 화학 폭발물을 사용하여 유해한 방사능을 확산시킨다. 이는 많은 사망자를 발생시키지 않으면서 도시 지역에 심각한 경제 혼란과 공황을 초래할 수 있다. 산업, 농업, 의학 분야에서 일반적으로 사용되기 때문에 이러한 물질은 테러리스트가 더 쉽게 얻을 수 있다.

## 같이 보기
- 더러운 폭탄
- 핵무기